# Arnold Mihály
Arnold Mihály (Bakonypéterd, 1945. március 12. – Ipolyvece, 2013. június 23.) pénzügyőrtiszt, altábornagy, közigazgatási szakember.

## Élete
Született Bakonypéterd településen, Szigetvárott nőtt fel.

## Szakmai pályafutása
„Az Államigazgatási Főiskola elvégzése után első munkahelye a budapesti Minőségi Cipőgyár kereskedelmi főosztálya volt. Az államhatárt sorkatonaként lépte át először, 1968-ban egységét Rozsnyó körzetébe vezényelték. "A szlovák oldalon felszabadítóként fogadtak minket a magyarok, nekünk viszont fogalmunk sem volt róla, hogy mit keresünk ott." Az altábornagy 27 évesen módosított pályát”
„Arnold Mihály 1972-ben a pécsi vám- és pénzügyőri szakasznál pénzügyőr őrvezetőként kezdte pályáját, 1976-tól a Vám- és Pénzügyőrség Baranya megyei parancsnokságán vámigazgatási feladatokat látott el. ” A Vám- és Pénzügyőrség Országos Parancsnokságára 1982-ben került, ahol 1988-tól az áruforgalmi osztály helyettes vezetője, majd 1990-től a Külkereskedelmi Ellenőrzési Központ Parancsnoka volt. 1991-ben az Ellenőrzési Főosztály vezetője, majd országos parancsnokhelyettes lett.
„1995 óta tagja a Vámigazgatások Világszervezete politikai bizottságának, számos publikáció és hat könyv szerzője.”
Országos parancsnokként 1992-től 2003-ig irányította a Vám- és Pénzügyőrséget. 2011-től a Nemzeti Adó- és Vámhivatal Vám- és Pénzügyőri szakmai elnökhelyettesként dolgozott.
Munkásságát 1998-ban a Magyar Köztársaság Érdemrend Középkeresztjével ismerték el.
Arnold Mihály nyugállományú pénzügyőr altábornagyot a Nemzeti Adó- és Vámhivatal saját halottjának tekintette.

## Művei
- Arnold Mihály–Beszteri Sára: Az Európai Közösség vámkódexe; Viva Média, Bp., 1994
- A vámigazgatás hatása a nemzetközi kereskedelemre (1996)
- Ma már holnap van : a magyar gazdaság és a Vám- és Pénzügyőrség (2002)

### Publikációk
- Arnold Mihály: A Vám- és Pénzügyőrség Országos Parancsnokságának szerepe a korrupció elleni harcban_ Belügyi szemle (1995-2006), 2003. (51. évf.) 9. sz. 26-30. old.
- Arnold Mihály: A vámeljárások változásai az EU csatlakozás folyamatában Közlekedéstudományi szemle, 2002. (52. évf.) 4. sz. 131-137. old. Teljes szöveg: Elektronikus Periodika Archívum
- Arnold Mihály: A vámigazgatás és a nemzetközi turizmus kapcsolata Gazdaság és gazdálkodás, 1997. (35. évf.) 2. sz. 3. old.
- Arnold Mihály: A vámjogszabályok fontosabb változásai 996-ban Gazdaság és gazdálkodás, 1996. (34. évf.) 2. sz. 1. old.
- Arnold Mihály: A vámigazgatás hatása a nemzetközi kereskedelemre Gazdaság és gazdálkodás, 1996. (34. évf.) 6. sz. 23. old.
- Arnold Mihály: Együttműködés és kommunikáció a modern bűnüldözésben Ügyészek lapja, 1994. (2. évf.) 6. sz. 13-22. old. [3]

## Külső hivatkozások
- Vámigazgatások Világszervezete angolul
- Búcsúzunk